# Blood Countess
Pour plus de détails, voir Fiche technique et Distribution.
Blood Countess (littéralement : La comtesse de sang) est un film érotique tchéco-canadien de 2008 réalisé par Lloyd A. Simandl.

## Synopsis
La comtesse Báthory (Andrea Němcová (cs)) envoie sa jeune cousine Nora (Sabina Casárová) recruter des jeunes filles pour son propre plaisir sexuel.

## Fiche technique
- Titre : Blood Countess / Bound Heat: Blood Countess
- Réalisation : Lloyd A. Simandl
- Scénario : Lloyd A. Simandl, Chris Hyde
- Montage :
- Producteur :
- Production : North American Pictures
- Musique :
- Pays :  République tchèque,  Canada
- Langue : anglais
- Lieux de tournage : North American Pictures Studios, Barrandov Studios, Prague, République tchèque
- Genre : Drame, horreur, érotico-saphique
- Durée : 86 minutes (1 h 26)
- Date de sortie : 3 mars 2008

## Distribution
- Andrea Němcová (cs) : comtesse Élisabeth Báthory
- Sabina Casárová : Nora
- Kira Reed : la Commandant
- Lena Drásova : Anna
- Dana Koppová : la mère
- Deny Moor : Dorothea (créditée comme Zuzana Presová)
- Dominika Jandlová : la couturière
- Adela Ostrodická : Honey Girl
- Markéta Kudrejová : la serveuse du donjon
- Eliska Masková : la fille #1
- Lucie Vitoslavská : la fille #2
- Nada Vinecká : la fille #3 (créditée comme Nada Viniceká)
- Kristina Uhrinová : la fille #4
- Jana Janěková : la fille #5 (créditée comme Jana Janecková)
- Lenka Krajicková : la fille #6